# Balazuc
Ne doit pas être confondu avec Balaruc.
Balazuc est une commune française, située dans le département de l’Ardèche en région Auvergne-Rhône-Alpes, labellisée Village de caractère et adhérant à l'association Les Plus Beaux Villages de France.

## Géographie

### Situation
Balazuc est située à 7 kilomètres de Vogüé et à 18 kilomètres d’Aubenas, la principale ville du sud du département. C’est, depuis des millénaires, un site de gué sur l'Ardèche qui fut une place forte gauloise, d’après son nom Baladunum de bal, le rocher et dunum, la hauteur fortifiée en gaulois (voir Verdun, la forteresse principale, aussi Lugdunum ancien nom de Lyon…).

### Communes limitrophes
Balazuc est limitrophe de sept communes, toutes situées dans le département de l'Ardèche et réparties géographiquement de la manière suivante :

### Hydrographie
Le territoire communal est traversé par l'Ardèche, affluent droit du Rhône de 125,1 km de longueur, qui a donné son nom au département où est implanté la commune.

### Climat
Pour des articles plus généraux, voir Climat d'Auvergne-Rhône-Alpes et Climat de l'Ardèche.
En 2010, le climat de la commune est de type climat méditerranéen franc, selon une étude du CNRS s'appuyant sur une série de données couvrant la période 1971-2000. En 2020, Météo-France publie une typologie des climats de la France métropolitaine dans laquelle la commune est exposée à un climat de montagne ou de marges de montagne et est dans la région climatique Provence, Languedoc-Roussillon, caractérisée par une pluviométrie faible en été, un très bon ensoleillement (2 600 h/an), un été chaud (21,5 °C), un air très sec en été, sec en toutes saisons, des vents forts (fréquence de 40 à 50 % de vents > 5 m/s) et peu de brouillards.
Pour la période 1971-2000, la température annuelle moyenne est de 13 °C, avec une amplitude thermique annuelle de 17,5 °C. Le cumul annuel moyen de précipitations est de 1 047 mm, avec 6,9 jours de précipitations en janvier et 4,2 jours en juillet. Pour la période 1991-2020, la température moyenne annuelle observée sur la station météorologique de Météo-France la plus proche, « Lanas Syn », sur la commune de Lanas à 3 km à vol d'oiseau, est de 13,7 °C et le cumul annuel moyen de précipitations est de 1 066,6 mm,. Pour l'avenir, les paramètres climatiques de la commune estimés pour 2050 selon différents scénarios d'émission de gaz à effet de serre sont consultables sur un site dédié publié par Météo-France en novembre 2022.

### Zones naturelles protégées
- La vallée de l'Ardèche et les Gras de Chauzon sont classés zones naturelles d'intérêt écologique, faunistique et floristique.
- La vallée moyenne de l'Ardèche et ses affluents est classée site d'importance communautaire Natura 2000.

## Urbanisme

### Typologie
Au 1er janvier 2024, Balazuc est catégorisée commune rurale à habitat dispersé, selon la nouvelle grille communale de densité à 7 niveaux définie par l'Insee en 2022.
Elle est située hors unité urbaine. Par ailleurs la commune fait partie de l'aire d'attraction d'Aubenas, dont elle est une commune de la couronne,. Cette aire, qui regroupe 68 communes, est catégorisée dans les aires de 50 000 à moins de 200 000 habitants,.

### Occupation des sols
L'occupation des sols de la commune, telle qu'elle ressort de la base de données européenne d’occupation biophysique des sols Corine Land Cover (CLC), est marquée par l'importance des forêts et milieux semi-naturels (81,2 % du territoire  communal en 2018), en diminution par rapport à 1990 (82,5 %). La répartition détaillée en 2018 est la suivante : milieux à végétation arbustive et/ou herbacée (42 %), forêts (39,3 %), cultures permanentes (14,2 %), zones agricoles hétérogènes (4,6 %).
L'évolution de l’occupation des sols de la commune et de ses infrastructures peut être observée sur les différentes représentations cartographiques du territoire : la carte de Cassini (XVIIIe siècle), la carte d'état-major (1820-1866) et les cartes ou photos aériennes de l'IGN pour la période actuelle (1950 à aujourd'hui).

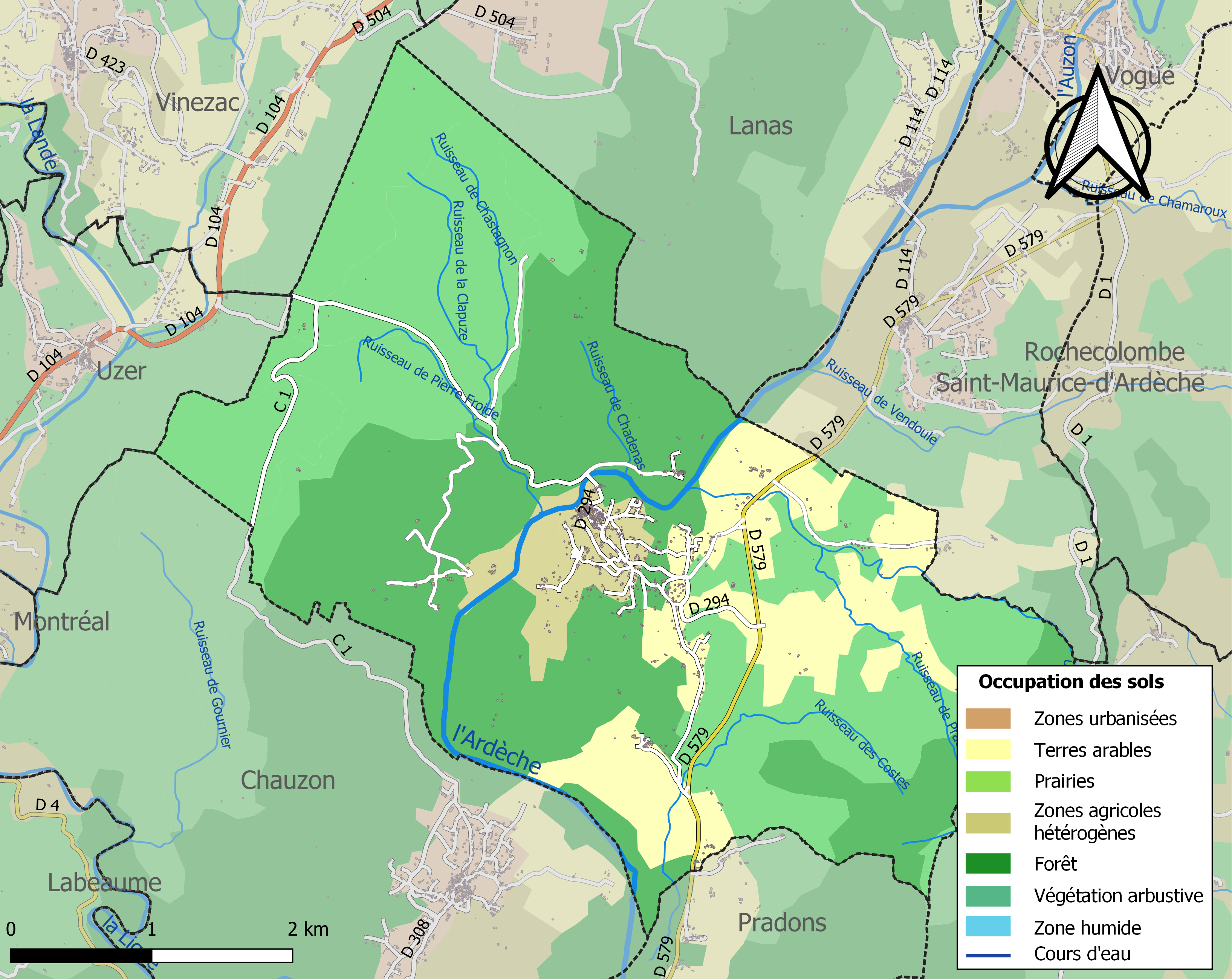
Carte des infrastructures et de l'occupation des sols de la commune en 2018 (CLC).

## Histoire
Balazuc possède un très riche passé et beaucoup de ses murs portent l'empreinte de l'histoire. Le territoire est occupé par l'homme très tôt, celui de Néandertal depuis le Paléolithiqus, tandis que l'Homo sapiens lui a succédé depuis le Néolithique.
Les traces les plus anciennes sont celles de l’homme de Néandertal venu chasser le bouquetin il y a plus de 50 000 ans au début de la dernière glaciation. Puis les agriculteurs sont arrivés au Néolithique vers 3000 av. J.-C. pour élever chèvres et moutons, cultiver le fond des dolines et placer leurs morts dans des tombes collectives en coffres de pierre.
À l'âge du Bronze final, vers 750 av. J.-C., on utilisait déjà le gué en dessous du village. Les Gaulois, qui n’ont pas laissé d'autre trace, lui ont donné son nom : Baladunum. Les Gallo-Romains cultivent la plaine des Salles où passe la grande voie romaine entre le Rhône et Nîmes. Il y fut découvert un sarcophage paléochrétien dont les hauts-reliefs figurent des scènes bibliques (un fac-similé est exposé sous la mairie).
Pons de Balazuc, fils de Géraud de Balazuc, un des premiers seigneurs connu, a fait la première croisade et fut tué juste avant la prise de Jérusalem en 1099, au siège du château d'Archos près de Tripoli (Liban actuel).
Par la suite, il s'est développé principalement entre le XIe et le XIIIe siècle, quand les seigneurs de la région du Vivarais ont pensé à profiter de la hauteur du site pour en faire un site fortifié et stratégique au dessus de la rivière, dans une démarche qui a laissé des traces sur le paysage et des apports archéologiques
Du Moyen Âge, le village possède une église des XIe et XIIIe siècles et un château des XIe et XIIIe siècles, dans une enceinte datant, elle, du XIIe siècle et très agrandie au XIIIe siècle avec un donjon carré. Remparts, donjon, maisons nobles et fortes sont bien conservés.
Le village subit ensuite les évolutions des maisons au fil des siècles, mais conserve son originalité et son caractère médiéval avec ses ruelles et ses « calades ».

## Politique et administration

### Liste des maires
| Période                                  | Période                       | Identité             | Étiquette    | Qualité                      |
| ---------------------------------------- | ----------------------------- | -------------------- | ------------ | ---------------------------- |
| Les données manquantes sont à compléter. |                               |                      |              |                              |
| mai 1892                                 | mai 1900                      | Philippe Charousset  | Républicain  | Propriétaire                 |
| mai 1900                                 | mai 1904                      | Marius Mouraret      | Conservateur | Propriétaire                 |
| mai 1904                                 | août 1910 (démission)         | Philippe Charousset  | Républicain  | Propriétaire                 |
| 18 septembre 1910                        | mai 1911                      | Guillaume Perbost    | Républicain  | Propriétaire                 |
| mai 1911                                 | décembre 1919                 | Marius Mouraret      | Conservateur | Propriétaire                 |
| décembre 1919                            | 24 août 1944                  | Marius Guibourdenche | Conservateur | Propriétaire                 |
| 24 août 1944                             | 1951 (démission)              | Hippolyte Freydier   | SFIO         | Exploitant Agricole          |
| 1951                                     | mars 1959                     | Jules Dufaud         | DVD          | Exploitant Agricole          |
| mars 1959                                | mars 1977                     | Pierre Berre         | DVD          | Exploitant Agricole          |
| mars 1977                                | juin 1995                     | Aimé Mouraret        | DVD          | Agriculteur                  |
| juin 1995                                | mars 2001                     | Guy Boyer            | UDF          | Directeur commercial d'UCOVA |
| mars 2001                                | mars 2012 (démission)         | Josiane Delsart      | DVD          | Retraitée                    |
| mars 2012                                | En cours (au 19 juillet 2020) | Bernard Constant     | DVG          | Retraité                     |

## Population et société

### Démographie
L'évolution du nombre d'habitants est connue à travers les recensements de la population effectués dans la commune depuis 1793. Pour les communes de moins de 10 000 habitants, une enquête de recensement portant sur toute la population est réalisée tous les cinq ans, les populations de référence des années intermédiaires étant quant à elles estimées par interpolation ou extrapolation. Pour la commune, le premier recensement exhaustif entrant dans le cadre du nouveau dispositif a été réalisé en 2007.

En 2022, la commune comptait 383 habitants, en évolution de +3,51 % par rapport à 2016 (Ardèche : +2,48 %, France hors Mayotte : +2,11 %).
| 1793 | 1800 | 1806 | 1821 | 1831 | 1836 | 1841 | 1846 | 1851 |
| ---- | ---- | ---- | ---- | ---- | ---- | ---- | ---- | ---- |
| 550  | 586  | 670  | 762  | 787  | 800  | 780  | 881  | 905  |

| 1856 | 1861 | 1866 | 1872 | 1876 | 1881 | 1886 | 1891 | 1896 |
| ---- | ---- | ---- | ---- | ---- | ---- | ---- | ---- | ---- |
| 892  | 878  | 843  | 818  | 802  | 694  | 718  | 705  | 680  |

| 1901 | 1906 | 1911 | 1921 | 1926 | 1931 | 1936 | 1946 | 1954 |
| ---- | ---- | ---- | ---- | ---- | ---- | ---- | ---- | ---- |
| 605  | 576  | 563  | 456  | 469  | 447  | 419  | 347  | 301  |

| 1962 | 1968 | 1975 | 1982 | 1990 | 1999 | 2006 | 2007 | 2012 |
| ---- | ---- | ---- | ---- | ---- | ---- | ---- | ---- | ---- |
| 248  | 218  | 213  | 275  | 277  | 337  | 331  | 330  | 356  |

| 2017 | 2022 | - | - | - | - | - | - | - |
| ---- | ---- | - | - | - | - | - | - | - |
| 377  | 383  | - | - | - | - | - | - | - |

### Enseignement
La commune est rattachée à l'académie de Grenoble.

### Manifestations culturelles et festivités
L’association de la Roche-Haute organise depuis 1982 dans l'église romane des concerts et des expositions de peintures dont celles remarquées de Guillaume Beaugé, Jacques Dromart, Erik Levesque…

### Médias
La commune est située dans la zone de distribution de deux organes de la presse écrite :
- L'Hebdo de l'Ardèche, journal hebdomadaire français basé à Valence et couvrant l'actualité de tout le département de l'Ardèche ;
- Le Dauphiné libéré, journal quotidien de la presse écrite française régionale distribué dans la plupart des départements de l'ancienne région Rhône-Alpes, notamment l'Ardèche. La commune est située dans la zone d'édition d'Aubenas.

- Ici Drôme Ardèche est une radio publique diffusée sur son territoire et sur la totalité du département.

### Cultes
L'église (propriété de la commune) et la communauté catholique de Balazuc sont rattachées à la paroisse catholique de « Sainte Marie de Berg et Coiron », elle même rattachée au diocèse de Viviers.

## Culture et patrimoine

### Lieux et monuments
- Muséum de l'Ardèche, musée où sont exposés plus de 800 fossiles originaux qui racontent l'histoire géologie de l'Ardèche et retrace les principaux sites fossilifères d'Ardèche[25]
- Sarcophage de Balazuc (copie), sarcophage paléochrétien de la fin du IVe ou du début du Ve siècle, trouvé au hameau des Salles, visible sous la mairie
- village médiéval pittoresque avec remparts, donjon et château datant (XIe au XIIIe siècles).
- Château de Balazuc ;
- Église Notre-Dame de Balazuc, du XIe au XIIIe siècle ; les vitraux sont du peintre Yankel ;
- Maison forte du XIIIe siècle (tour carrée) ;
- Chapelle funéraire Saint-Jean-Baptiste, en ruine, du XIIIe siècle. Attribuée à Guillaume des Eperviers, riche et puissant seigneur (fin du XIIe - début du XIIIe siècle), par un blason sculpté en façade portant un épervier. Une dalle funéraire gravée d'un épervier a été découverte en 2016 ;
- Porte de la Sablière, la porte la mieux conservée des anciens remparts ;
- Chapelle Notre-Dame de Lourdes de Balazuc.
- Tour de la Reine Jeanne de Balazuc (propriété privée) ;
- Église Sainte-Madeleine, datant de la fin du XIXe siècle

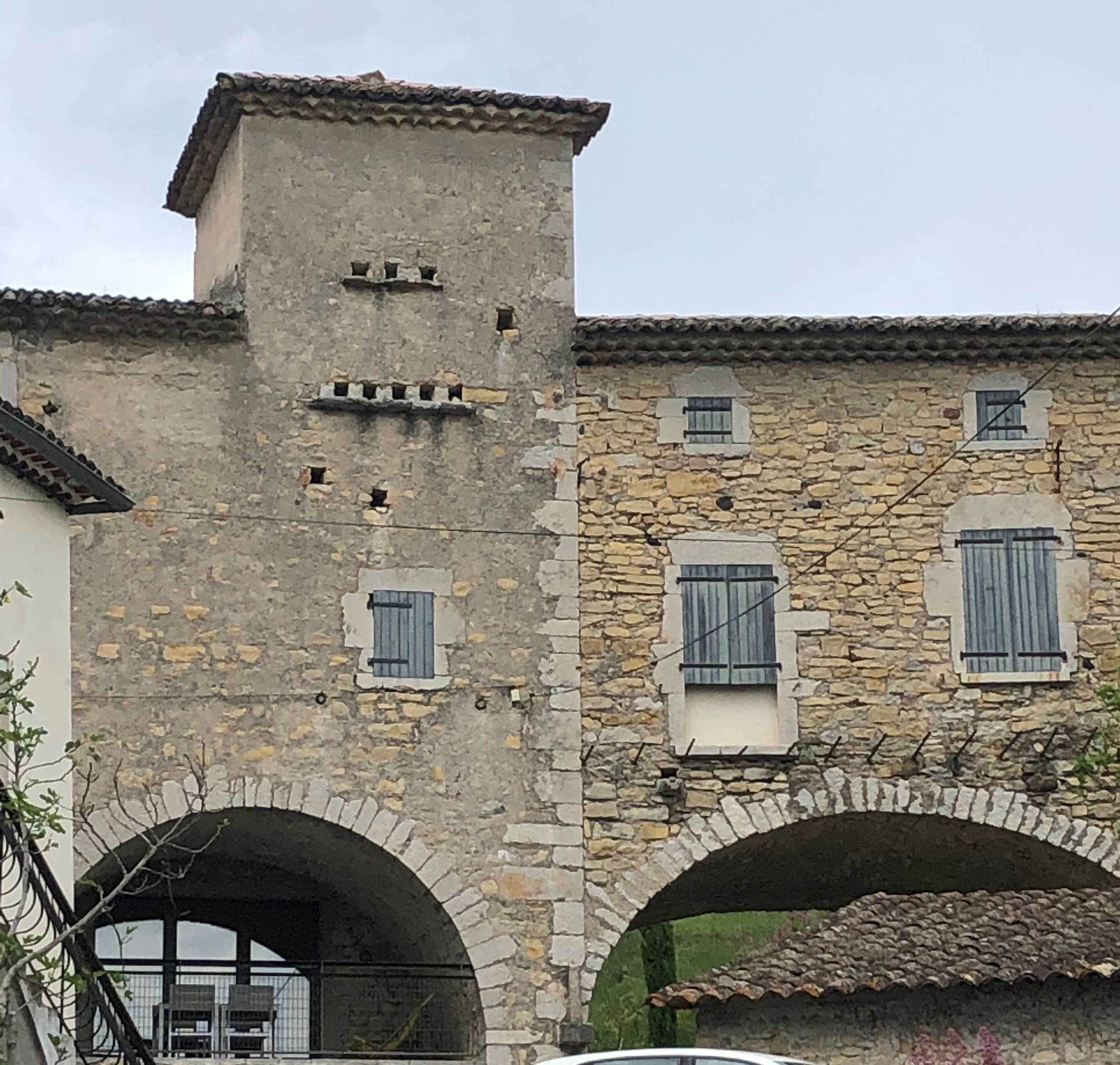
Hameau de Balazuc - 07.

- Site d'escalade des Barasses ;
- Village coopératif du Viel Audon.
- Hameau des Louanes.

### Personnalités liées à la commune
- Guilhem de Balaun ou de Balazuc, troubadour de langue d'oc du XIIIe siècle.
- John M. Merriman, professeur d'histoire et géographie françaises à l'université de Yale (États-Unis), a écrit un livre sur l'histoire de Balazuc : The Stones of Balazuc (Norton Press) traduit en français Mémoires de pierres (Taillandier éditeur).
- Aimé Bocquet, préhistorien, a publié en 2011 une histoire synthétique du village depuis les temps les plus anciens, en insistant sur la vie au Moyen Âge à partir d'un document fiscal de 1464 : Balazuc, village médiéval du Vivarais (Éditions Plumes d'Ardèche).

Vue de l'Ardèche à Balazuc.
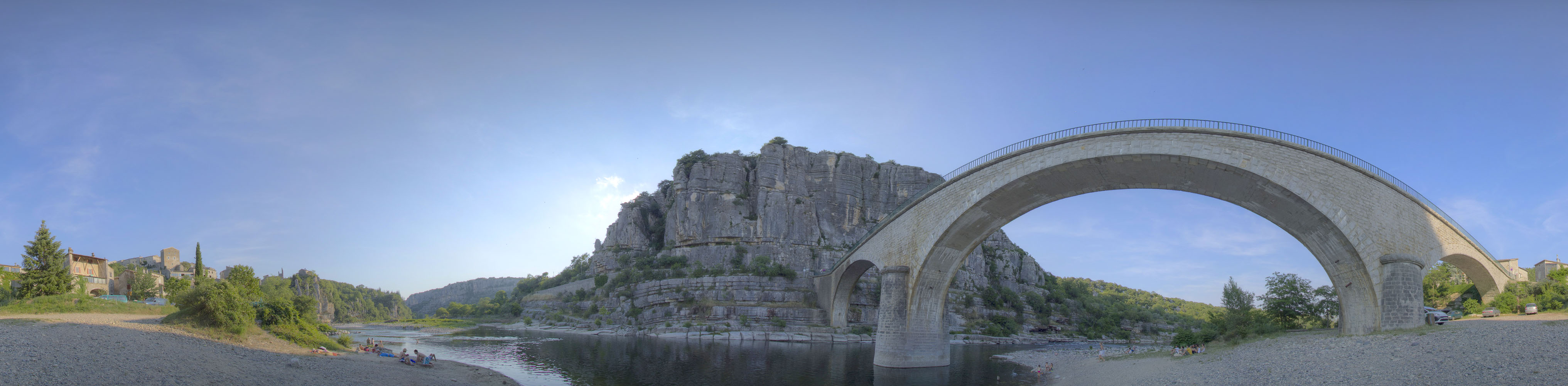
Rives de l'Ardèche à Balazuc.
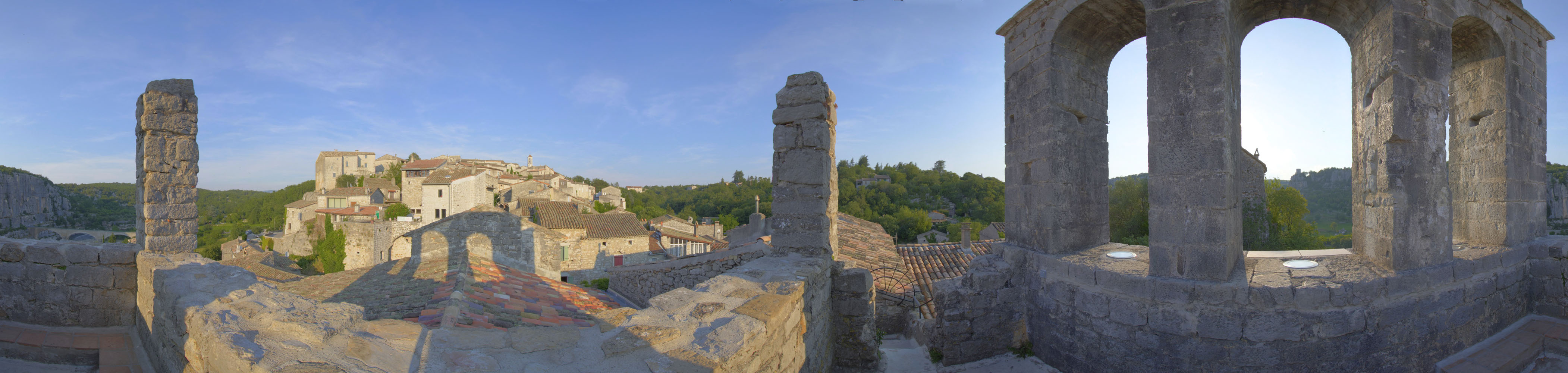
Balazuc depuis l'église Notre-Dame.

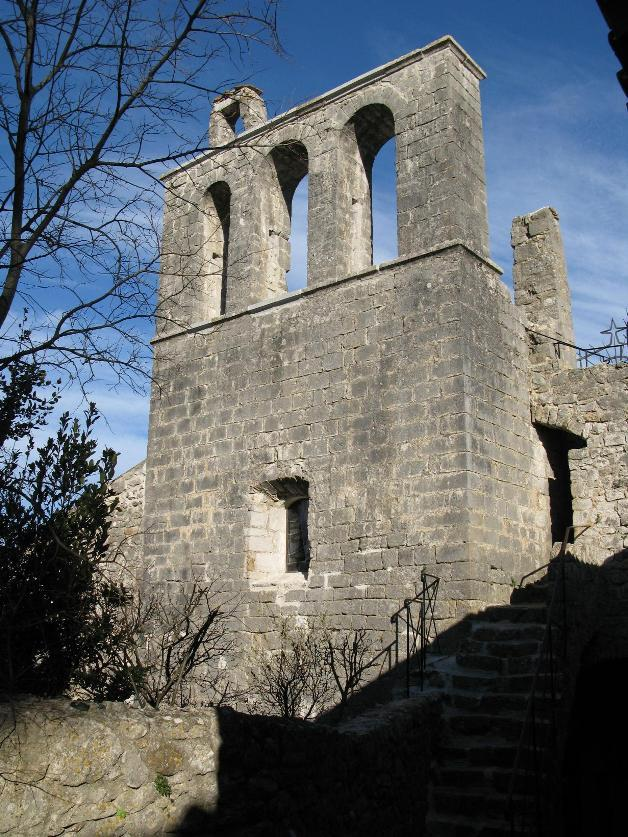
L'église Notre-Dame XIe et XIIIe siècles.
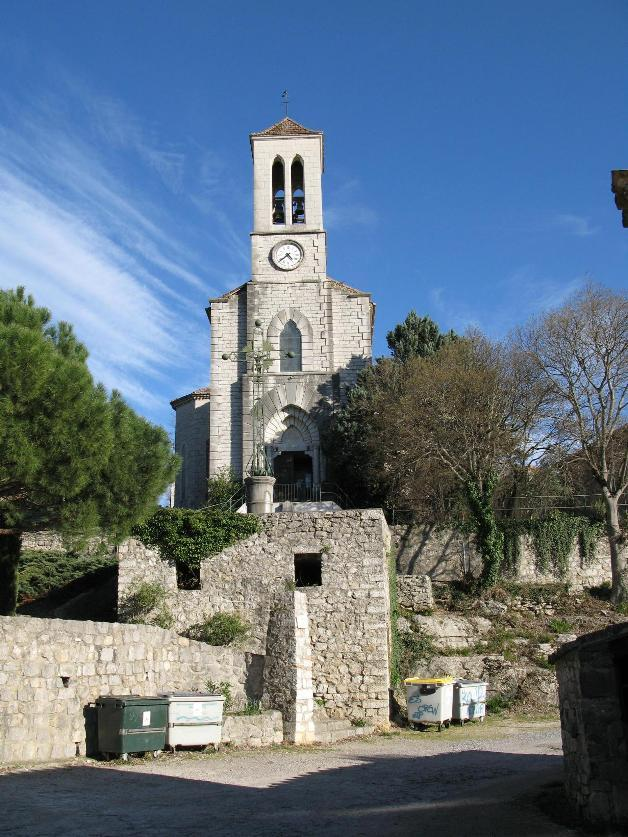
Nouvelle église XIXe siècle.
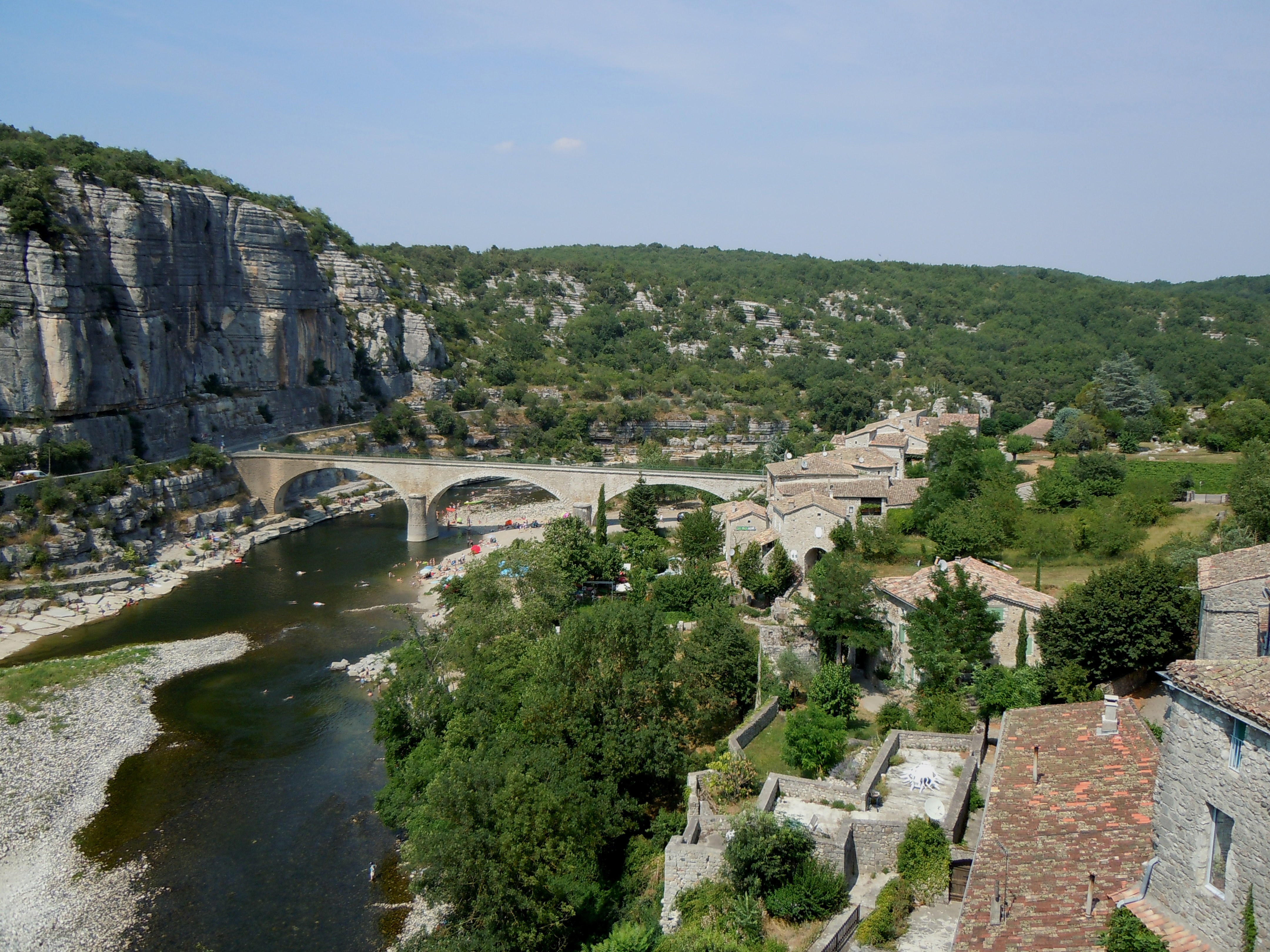
Pont sur l'Ardèche.
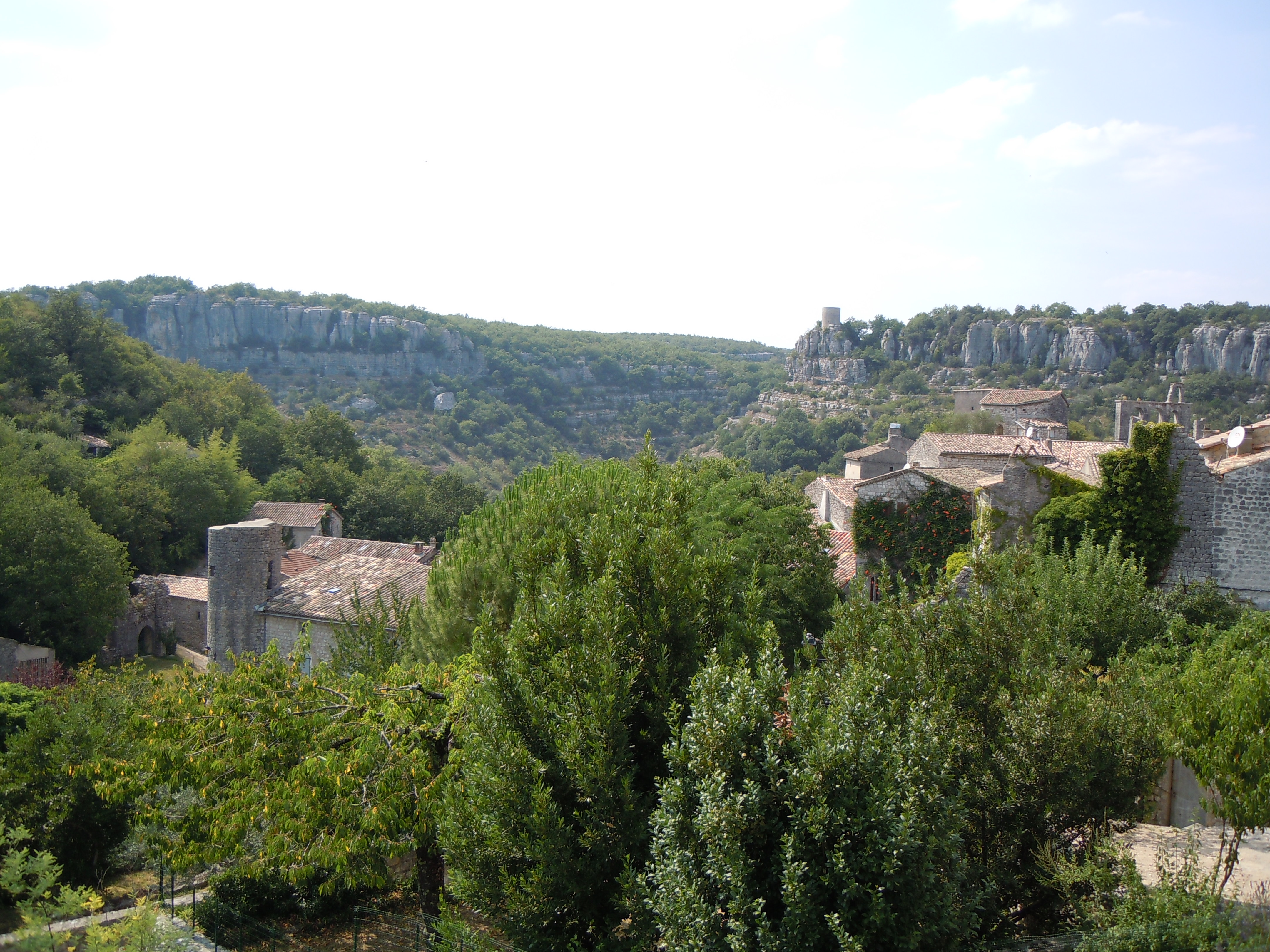
Tour d'Eté et tour de la Reine Jeanne.
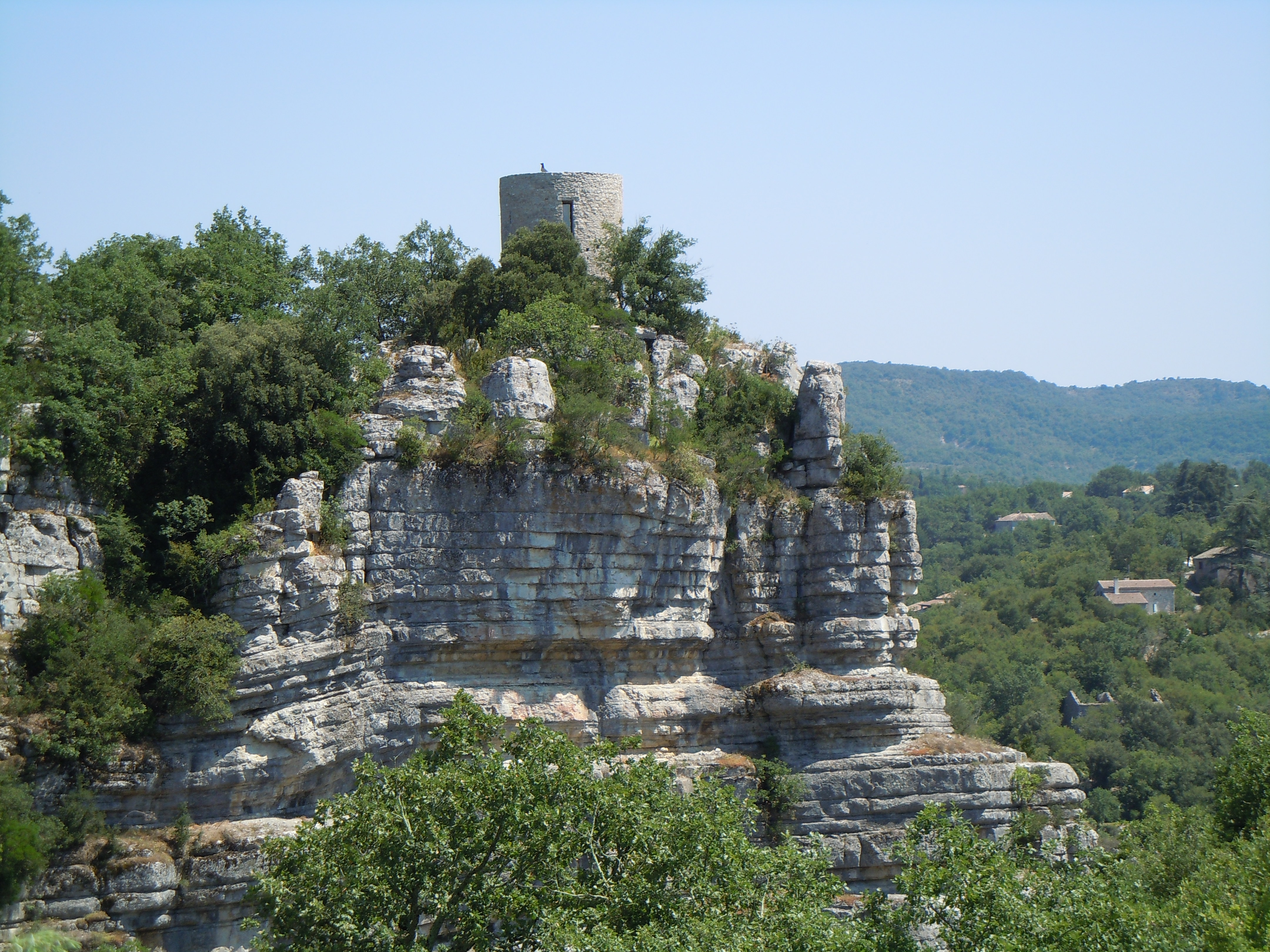
Tour de la Reine Jeanne.
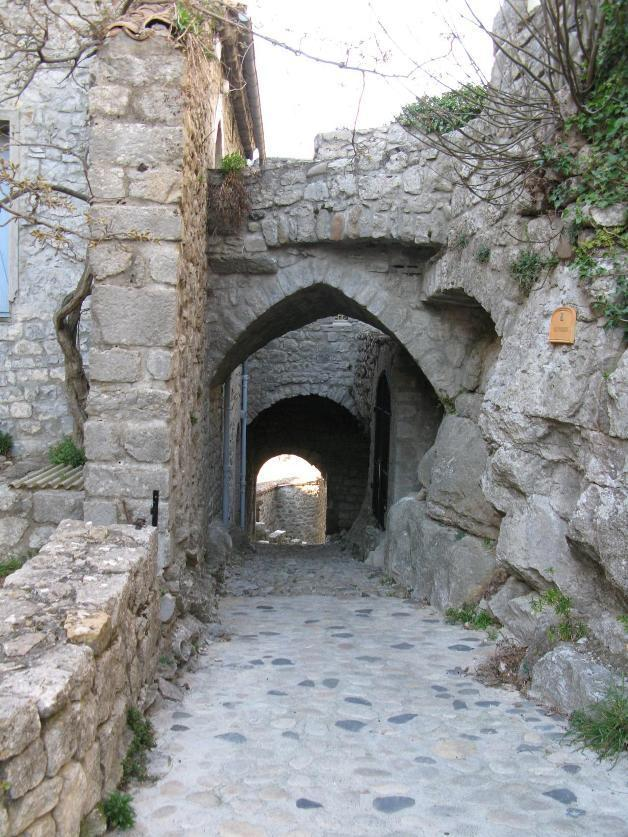
Ruelle du vieux village (Viel Audon).
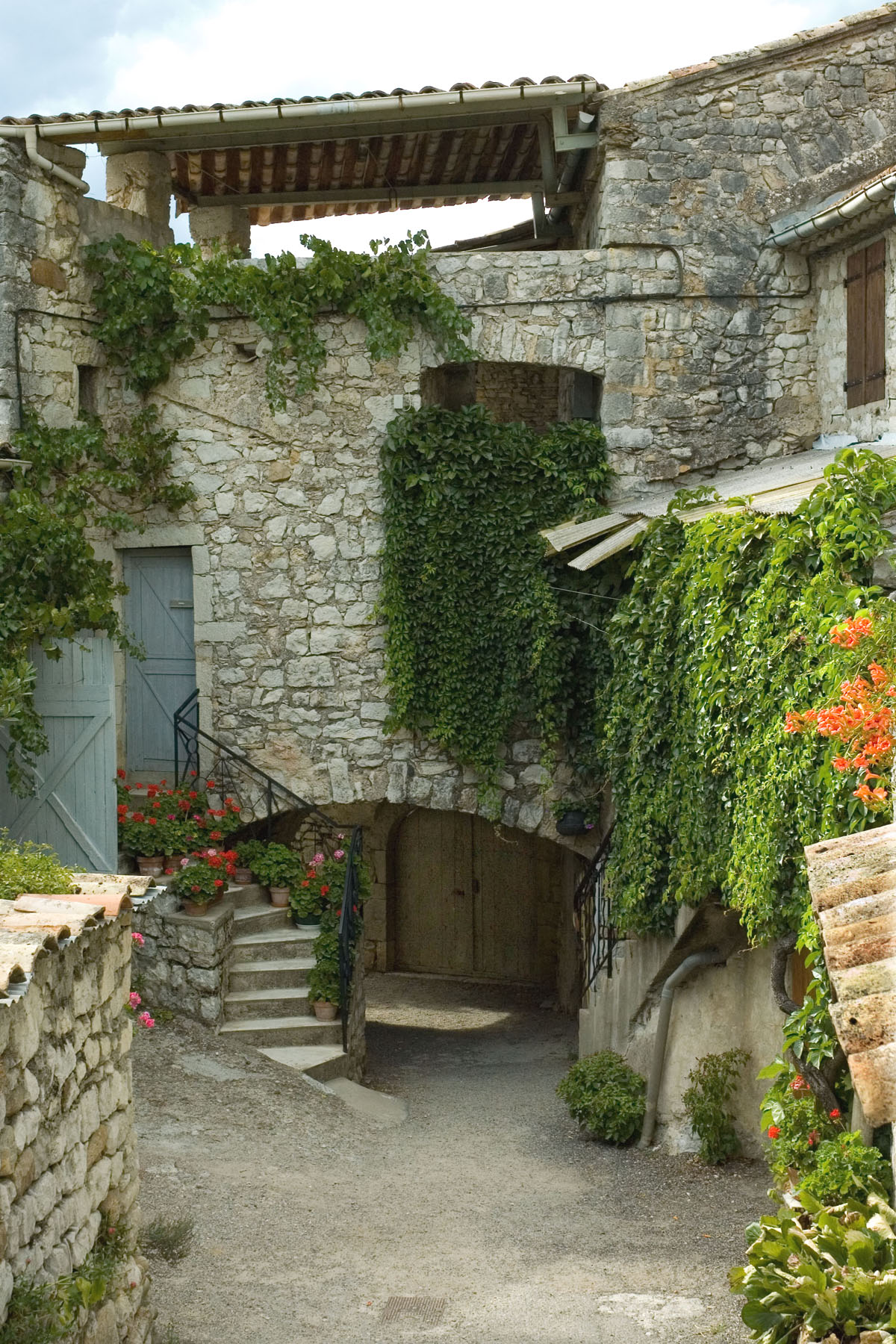

### Héraldique
| Blason de Balazuc | Blason  | Palé d'argent et de sable de six pièces, au chef de gueules, chargé de trois étoiles d'or. |
| Blason de Balazuc | Détails | Le statut officiel du blason reste à déterminer.                                           |